# Анрукинзумаб
Анрукинзумаб (IMA-638) — терапевтическое моноклональное антитело, представляющее собой иммуноглобулин человека изотипа IgG1. Создано американской фармацевтической фирмой Wyeth, позже приобретённой компанией Pfizer. Анрукинзумаб блокирует взаимодействие интерлейкинa-13 с рецептором интерлейкина-13 первого типа (IL13Ra1). Клинические испытания показали эффективность этого антитела в лечении астмы (интерлейкин-13 является основным эффекторным цитокином аллергического воспалительного процесса при астмe). По состоянию на 2013 год в США проводятся клинические испытания анрукинзумаба в язвенном колите, который, как и астма, может быть связан с воспалением Th2-типа.